# Contrôle indirect
Le contrôle indirect, aussi appelé contrôle délocalisé, utilisé en métrologie, désigne le fait d'effectuer des contrôles qualité sur la réplique d'une pièce, et non directement sur la pièce elle-même. Cette réplique peut reproduire une unité de mesure du Système international d'unités, mais aussi la composition, la dureté, l'aspect de surface d'un matériau.
Cette technique peut être classée parmi les méthodes de contrôle non destructif. 

## Origine
Historiquement, le contrôle indirect s'effectue à partir d'étalons. 

## Contrôle de composition
Ils sont utilisés par exemple en fonderie, lors d'essais de texture destructifs lorsqu'il pas possible d'utiliser la spectrométrie : un barreau est cassé après refroidissement rapide, afin de vérifier la qualité de l’alliage. 

## Contrôles de forme et de surface
Pouvant utiliser la prise d'empreinte, ce procédé fait alors appel à des matériaux polymères spécifiques, tels que ceux de la marque Plastiform, qui permettent de créer la réplique négative de l'ensemble d'une pièce usinée, ou simplement d'une partie de celle-ci. D'une précision micrométrique, l'empreinte ainsi obtenue retranscrit fidèlement toutes les caractéristiques de surface de la zone copiée:
- dimensions
- formes
- aspect
- état de surface (mécanique)